# Marie Wittich
Pour les articles homonymes, voir Wittich.
Marie Wittich (Giessen, 27 mai 1868 – Dresde, 4 août 1931) est une soprano lyrique allemande. Elle était Kammersängerin au Semperoper de Dresde où elle a chanté pendant 25 ans et était connue pour la puissance, la vibration et la qualité dramatique de sa voix. Elle a créé les premiers rôles féminins dans les premières mondiales de plusieurs opéras, le plus célèbre étant le rôle-titre dans Salome de Richard Strauss. Après avoir vu son interprétation du rôle de Brünnhilde en 1905 à Dresde dans Der Ring des Nibelungen, le romancier E. M. Forster écrivait : « Elle dominait. Elle s'envolait. Force, présence, majesté ! On aurait cru qu'elle faisait l'histoire ! »

## Biographie
Née à Giessen, Marie Wittich étudia le chant à Wurtzbourg sous la direction de Frau Ober-Ubrich, une sœur de l'éminente soprano Asminde Ubrich. Elle fit ses débuts sur scène en 1882 à Magdebourg comme Azucena dans Il trovatore et continua de chanter à Bâle, Düsseldorf, Dresde et Schwerin, où, en 1886, elle chanta le rôle-titre d'Iphigénie en Aulide de Gluck pour l'inauguration du Théâtre d'État de Mecklembourg de Schwerin (de). En 1889, elle devint membre permanent de l'Opéra royal de Dresde (Hofoper). Parmi ses premières interprétations on note Lenore dans Fidelio et Senta dans Der fliegende Holländer. Pendant son séjour à Dresde, elle chanta également dans plusieurs premières mondiales, parmi lesquelles Pénélope dans Odysseus' Heimkehr (le Retour d'Ulysse) d'August Bungert (1896), Ulana dans Manru de Paderewski (1901) et, ce qui est resté le plus célèbre, le rôle-titre de Salomé dans l'opéra de Richard Strauss (1905).
Pendant les répétitions pour la première de Salome, plusieurs acteurs furent effrayés par l'exigence et la complexité de leur partition, mais personne autant que Wittich, peu disposée à chanter dans le rôle d'un personnage que Strauss décrivait comme « une princesse âgée de seize ans avec la voix d'Isolde ». Sa réponse fut : « Ce n'est pas comme ça qu'on écrit, monsieur Strauss. Soit une chose, soit l'autre. » Avec la plupart des acteurs elle faillit se retirer de la production, mais au bout du compte se laissa convaincre et continua les répétitions. Cependant Wittich, qui avait 37 ans avec une allure quelque peu matrone (en parlant d'elle Strauss l'appelait « tata Wittich »), refusa catégoriquement d'exécuter la danse des sept voiles de Salomé ainsi que d'embrasser la tête coupée de Jean le Baptiste. La réponse souvent citée qu'elle fit à Strauss à ce sujet est : « Je ne le ferai pas, je suis une femme honnête. » Finalement, la première du 9 décembre 1905 fut un triomphe pour les chanteurs qui eurent droit à 38 rappels. C'est une ballerine de la troupe de Dresde qui exécuta la danse des sept voiles.
Remarquable cantatrice wagnérienne, Wittich apparut régulièrement à Bayreuth de 1901 à 1909 et y tint les rôles de Sieglinde, de Kundry et d'Isolde. Elle fit ses débuts à Covent Garden en 1905 comme Brünnhilde dans une interprétation pour laquelle on la décrivit comme « une des plus sympathiques et des plus féminines Brünnhildes que nous ayons vues ici ». Elle continua à y chanter tout au long de 1906 pour quatre autres personnages wagnériens : Elsa, Elisabeth, Isolde et Sieglinde. Après 1900 elle chanta dans d'autres théâtres en tant qu'artiste invitée, comme l'opéra d'État de Prague (1902), le théâtre royal de la Monnaie à Bruxelles (1907), et le théâtre national de Munich (1906 et 1907). En 1914, elle fit ses adieux à la scène dans une représentation de Tristan und Isolde à Dresde, où elle enseigna le chant après sa retraite.
Marie Wittich mourut à Dresde le 4 août 1931, à l'âge de 63 ans.

## Référence de traduction et notes
- (en) Cet article est partiellement ou en totalité issu de l’article de Wikipédia en anglais intitulé « Marie Wittich » (voir la liste des auteurs).

1. ↑  Kuhn (2000) p. 895; Kutsch et Riemens (1994) p. 3222 ; et Warrack et West (1992). Cependant, selon Kutsch et Riemens, d'autres sources placent l'année de sa naissance en 1862
2. ↑  Sadie (1992) p. 1168
3. ↑  Forster (1963) Vol. 14, p. 374
4. ↑  Le nom de famille de sa professeure est écrit « Ubrich » dans des sources allemandes comme Kutsch et Riemens (1994) p. 3222, ou encore chez Warrack et West (1992). Cependant, Sadie (1992) p. 1168 et Kuhn (2000) p. 895 l'écrivent « Ubridz. »
5. ↑  Strauss, cité dans Puffet (1989) p. 5
6. ↑  Strauss cité dans Puffett (1989) p. 5
7. ↑  Wittich cité dans Malik (2008) p. 149. Voir aussi le Time Magazine, "May Bugs & Spice", du 12 décembre 1949 (lecture réservée aux abonnés)
8. ↑  Puffett (1989) p. 5
9. ↑  Rosenthal (1958) p. 308

## Sources
- Fisher, Burton D, Strauss's Salome, Opera Journeys Publishing, 2005, p. 33.  (ISBN 0-9771455-1-4)
- Forster, E. M., "My first opera" in Opera, juin 1963, Vol. 14, p. 374.
- Kuhn, Laura (ed.), "Wittich, Marie", Baker's Dictionary of Opera, Schirmer Books, 2000, p. 895.  (ISBN 0-02-865349-1)
- Kutsch, Karl, J. and Riemens, Leo, "Wittich, Marie", Großes Sängerlexikon, Francke, 1994, Vol. 2, p. 3222.  (ISBN 978-3-317-01638-4)
- Malik, Shireen, "Salome and Her Dance of the Seven Veils" in Jennifer Heath (ed.), The Veil: Women Writers on Its History, Lore, and Politics, University of California Press, 2008, pp. 139–159.  (ISBN 0-520-25040-0)
- Puffett, Derrick, Richard Strauss, Salome, Cambridge University Press, 1989.  (ISBN 0-521-35970-8)
- Rosenthal, Harold D. Two Centuries of Opera at Covent Garden, Putnam, 1958, p. 308.
- Sadie, Stanley (ed.), "Wittich, Marie", The New Grove Dictionary of Opera, Grove's Dictionaries of Music, 1992, Vol. 4, p. 1168
- Warrack, John Hamilton and West, Ewan, (eds.), "Wittich, Marie", The Concise Oxford Dictionary of Opera, Oxford University Press, 1992.  (ISBN 0-19-869164-5). Accessed    online via subscription 27 July 2008.